# هر کاری دوست داری بکن
« هر کاری دوست داری بکن» تک‌آهنگی از هنرمند اهل کانادا سلین دیون است که در ژوئن ۱۹۸۶ منتشر شد.